# Larga distancia (película)
Larga distancia es una película de comedia dramática peruana de 2019 dirigida por Franco Finocchiaro, donde a la par, escribió al lado de Jorge Ossio. La cinta está protagonizada por Miguel Iza y Valquiria Huerta, contando con Fiorella Pennano en el coprotagónico.[cita requerida]

## Sinopsis
¿Astronautas, vampiros y monstruos gigantes destruyendo ciudades?, ¿qué tienen en común estos personajes?. Pues Miguel (Miguel Iza), un oficinista fantasioso que tiene la vida en suspenso desde que le dejó Isabel, su mujer. Sin embargo, prefiere decirles a todos que se trata de una separación temporal. Pasa sus días en un apartamento con su hija Camila (Valquiria Huerta), una adolescente retraída a la que intenta acercarse pero nunca llega a comprender del todo.
Un día, en el centro de trabajo de Miguel, se anuncia que el trabajador con mayor cuota de ventas al final del año será premiado con dos pasajes a cualquier parte del mundo. Miguel se propone ganar este premio para salvar su trabajo e ir a casa de Isabel. Por otro lado, su hija adolescente Camila navega por un triángulo amoroso incómodo e inocente entre un patinador confundido y su mejor amiga.

## Elenco
Los actores que participan en esta película son:
- Miguel Iza como Miguel.
- Valquiria Huerta como Camila.
- Fiorella Pennano como Nía.
- Ximena Palomino como Luana
- Diego Pérez Chirinos como Rafa
- Víctor Prada
- Denise Arregui

## Financiación
La película ganó el Concurso de Postproducción DAFO 2018 para iniciar la postproducción.

## Lanzamiento
Larga distancia tuvo un estreno inicial el 12 de agosto de 2019, en la 23° edición del Festival de Cine de Lima. La película estaba programada para estrenarse en mayo de 2020 en los cines peruanos, pero fue cancelada debido a la pandemia de COVID-19. En diciembre de 2021, se anunció que la película se iba a estrenar comercialmente el 20 de enero de 2022, pero se retraso denuevo hasta el 10 de febrero del mismo año.

## Recepción

### Recaudación
La película duró tres semanas en cartelera, vendió 1,308 boletos de cine.

### Premios y nominaciones
| Año  | Premios                                  | Categoría              | Nominación a    | Resultado | Ref.   |
| ---- | ---------------------------------------- | ---------------------- | --------------- | --------- | ------ |
| 2019 | 23° edición del Festival de Cine de Lima | Premio de la Audiencia | Larga distancia | Nominada  | [ 14 ] |
| 2023 | Premio Luces de El Comercio              | «Mejor película»       | Larga distancia | Nominada  | [ 15 ] |
| 2023 | Premio Luces de El Comercio              | «Mejor actor de cine»  | Miguel Iza      | Nominado  | [ 15 ] |